# Diplura

## Caracterização
Diplura é uma ordem de Artrópode pertencente à Classe Entognatha. O nome diplura vem do grego diploos = duplo e oura = cauda; e significa, portanto, cauda dupla. É um grupo pouco conhecido e isso contribui para o fato de não apresentarem ainda um nome popular que possa ser associado ao nome científico do táxon. Os Diplura apresentam estas características morfológicas importantes: peças bucais retraídas para dentro da cabeça (característica  dos Entognatha), corpo alongado com cercos em sua parte final e, por último, são ápteros (não apresentam asas). Cerca de 900 espécies são conhecidas atualmente (37 encontradas no Brasil; uma fóssil).

## Taxonomia e filogenia
Segundo resultados abordados em um artigo mais recente, considerando dados morfológicos e moleculares a partir do estudo de microRNA (um tipo de RNA menor), e também a partir do apanhado bibliográfico presente na literatura e de discussões que duraram décadas, essa é a relação filogenética mais aceita atualmente: 

|  | Collembola |
|  |            |
|  | Protura    |
|  |            |

|  | Diplura |
|  |         |
|  | Insecta |
|  |         |

|  | Collembola |
|  |            |
|  | Protura    |
|  |            |

|  | Diplura |
|  |         |
|  | Insecta |
|  |         |

A ordem Diplura está inserida no subfilo Hexapoda, e o compõe junto à Collembola, Protura e Insecta, que apresenta outras ordens. Nesta organização, Collembola e Protura formam um grupo monofilético e são grupos irmãos.
A filogenia tradicional, considerando apenas aspectos morfológicos, se organizava da seguinte maneira: 

|  | \| \| Collembola \| \| \| \| \| \| Protura \| \| \| \| |
|  |                                                        |
|  | Diplura                                                |
|  |                                                        |
|  | Collembola                                             |
|  |                                                        |
|  | Protura                                                |
|  |                                                        |

|  | Collembola |
|  |            |
|  | Protura    |
|  |            |

|  | Insecta |
|  |         |

|  | \| \| Collembola \| \| \| \| \| \| Protura \| \| \| \| |
|  |                                                        |
|  | Diplura                                                |
|  |                                                        |
|  | Collembola                                             |
|  |                                                        |
|  | Protura                                                |
|  |                                                        |

|  | Collembola |
|  |            |
|  | Protura    |
|  |            |

|  | Insecta |
|  |         |

|  | \| \| Collembola \| \| \| \| \| \| Protura \| \| \| \| |
|  |                                                        |
|  | Diplura                                                |
|  |                                                        |
|  | Collembola                                             |
|  |                                                        |
|  | Protura                                                |
|  |                                                        |

|  | Collembola |
|  |            |
|  | Protura    |
|  |            |

|  | Insecta |
|  |         |

|  | \| \| Collembola \| \| \| \| \| \| Protura \| \| \| \| |
|  |                                                        |
|  | Diplura                                                |
|  |                                                        |
|  | Collembola                                             |
|  |                                                        |
|  | Protura                                                |
|  |                                                        |

|  | Collembola |
|  |            |
|  | Protura    |
|  |            |

|  | Insecta |
|  |         |

Esta organização considera, principalmente, as diferenças morfológicas no que tange à posição dos aparelhos bucais (interna ou externa em relação à cápsula encefálica) e, ao abordar essa característica, os grupos envolvidos podem ser subdivididos em Entognatha e Ectognatha. Desta forma, os Entognatha (Collembola, Protura e Diplura) formam um grupo monofilético, em que se mantém a relação de Collembola e Protura como grupos irmãos e Insecta não é considerado grupo irmão de Diplura como na filogenia mais aceita atualmente.
A ordem Diplura é composta por duas subordens, Rhabdura e Dicellurata e o que diz respeito à diferenciação entre as mesmas é, primordialmente, a morfologia dos cercos dos indivíduos de cada grupo. Os cercos do primeiro grupo,são plurissegmentados e, no segundo, endurecidos em pinças ou fórceps. Dentro de Rhabdura, há a presença de cinco famílias, o mesmo número de famílias presentes em Dicellurata, como demonstrado abaixo:

|  | Campodeidae    |
|  |                |
|  | Procampodeidae |
|  |                |

|  | Projapygidae    |
|  |                 |
|  | Anajapygidae    |
|  |                 |
|  | Octostigmatidae |
|  |                 |

|  | Campodeidae    |
|  |                |
|  | Procampodeidae |
|  |                |

|  | Projapygidae    |
|  |                 |
|  | Anajapygidae    |
|  |                 |
|  | Octostigmatidae |
|  |                 |

|  | Dinjapygidae    |
|  |                 |
|  | Heterojapygidae |
|  |                 |
|  | Evalljapygidae  |
|  |                 |
|  | Japygidae       |
|  |                 |
|  | Parajapygidae   |
|  |                 |

|  | Campodeidae    |
|  |                |
|  | Procampodeidae |
|  |                |

|  | Projapygidae    |
|  |                 |
|  | Anajapygidae    |
|  |                 |
|  | Octostigmatidae |
|  |                 |

|  | Campodeidae    |
|  |                |
|  | Procampodeidae |
|  |                |

|  | Projapygidae    |
|  |                 |
|  | Anajapygidae    |
|  |                 |
|  | Octostigmatidae |
|  |                 |

|  | Dinjapygidae    |
|  |                 |
|  | Heterojapygidae |
|  |                 |
|  | Evalljapygidae  |
|  |                 |
|  | Japygidae       |
|  |                 |
|  | Parajapygidae   |
|  |                 |

## Distribuição
Os dipluros são encontrados de forma cosmopolita com exceção nas regiões polares e solos predominantemente gelados. A maior riqueza de espécies é encontrada na Europa, onde 87 espécies diferentes são encontradas na Península Ibérica.

## Registro Fóssil
O registro fóssil do grupo é escasso e o exemplar mais antigo de Diplura data do período Carbonífero. O espécime encontrado nesse período foi o Testajapyx thomasi, descrito com uma morfologia muito similar à dos insetos verdadeiros: presença de olhos compostos (olhos característicos de indivíduos adultos com estrutura complexa e formado por subunidades chamadas omatídios, responsáveis por captar a luz ambiente) , aparelho bucal relativamente externalizado e alguns apêndices abdominais reduzidos;  Outros registros fósseis para o grupo são do período Terciário, das famílias Campodeidae e Japygidae, que foram preservados em âmbar e seu registro vai até a era Mesozóica, com poucos espécimes. No Brasil, têm sido encontrados muitos fósseis do Cretáceo inferior de Japigomorfos, em depósitos de Santana.

## Alimentação e Reprodução
Os Diplura são animais encontrados principalmente em solos úmidos, serrapilheira e húmus. Devido ao seu tamanho reduzido, pode ser difícil localizá-los. Em relação a alimentação, pode-se destacar o fato de que, na família Campodeidae, ela acontece à base de micélios e vegetais; diferentemente da família Japygidae, onde é possível observar um comportamento de predação de pequenos artrópodes terrestres,tais como colêmbolos, ácaros, sínfilos, larvas de insetos e até mesmo outros dipluros.
A reprodução ocorre de forma sexuada com fertilização externa e os sexos são separados (os machos produzem espermatóforos que são fixados no substrato com pequenos talos e capturados pelas fêmeas através de suas valvas genitais). Devido aos espermatozoides terem um pequeno período de viabilidade (cerca de 2 dias), os Diplura machos conseguem produzir um grande número de espermatóforos, podendo chegar a 200 por semana.
Após a fecundação dos ovos, a fêmea secreta uma haste para depositá-los em cavidades no solo e, em algumas espécies de Japygidae, pode ser observado um cuidado parental onde a fêmea permanece junto aos ovos para protegê-los durante os primeiros estágios de desenvolvimento. Em algumas espécies, em ínstares mais avançados, o canibalismo pôde ser observado (como, por exemplo, no caso da espécie HeteroJapyx verhoeff, que devora a própria mãe).

## Ciclo de Vida
Os Diplura são animais ametábolos, ou seja, após eclodir do ovo, o animal juvenil é muito similar ao adulto, apenas mudando seu tamanho e sua maturação sexual.
Em relação aos ovos, eles têm formato esférico e, como dito anteriormente, a postura acontece em cachos, geralmente em fendas nos solos ou em vegetação. Durante o desenvolvimento, é possível observar o aumento no números de antenômeros devido às suas musculaturas independente e, em determinados grupos, é possível, também, observar o desenvolvimento dos cercos. As mudas ocorrem durante toda a vida dos indivíduos e, alguns grupos, podem ser observados cerca de 30 mudas.

## Morfologia
De forma geral, a morfologia dos Diplura é bem parecida com a de indivíduos pertencentes ao grupo dos insetos, o que pode explicar a (ou ser explicado pela) estreita relação filogenética e taxonômica entre esses grupos, considerando a hipótese filogenética mais aceita e atual que determina a formação de um grupo monofilético. Entretanto, as características que diferem esses grupos foram abordadas abaixo também.

### Morfologia externa e fisiologia

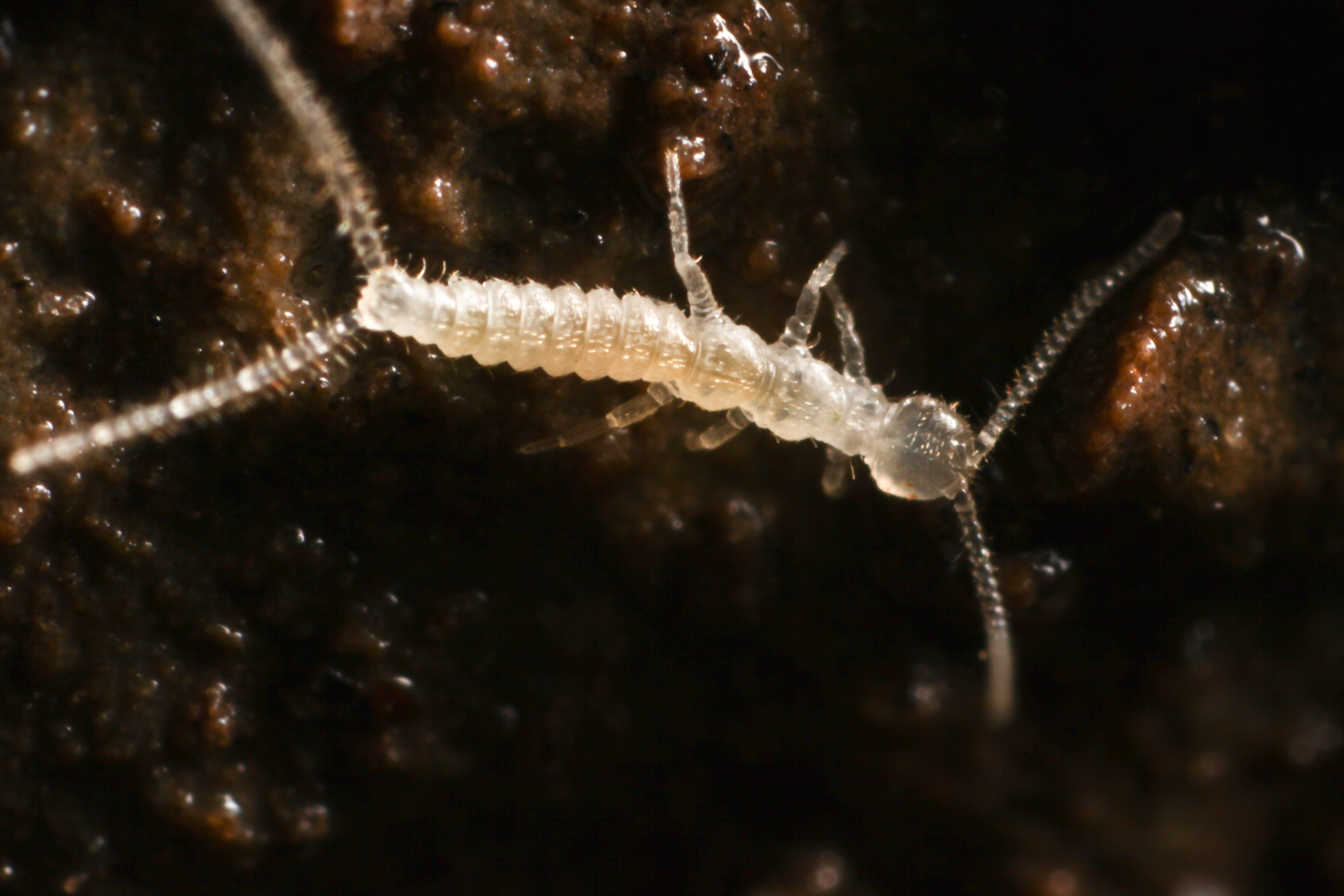
Exemplo de um Campodeidae podemos ver nitidamente o cerco filiforme.

#### Exoesqueleto
Uma das principais características dos artrópodes (filo que inclui os Entognatha), é a presença do exoesqueleto. Esta estrutura confere proteção contra choques mecânicos, atua como uma barreira contra a penetração de microrganismos, gases deletérios e água para o interior do corpo, além de evitar a desidratação  ,sendo ao mesmo tempo, hidrófobo na superfície externa. É ele o responsável por sustentar todo o sistema muscular, garantindo a integridade do corpo do animal.
A morfologia deste animal é muito parecida com a dos insetos onde, a tagmose é divida entre cabeça, tórax e abdome:

#### Cabeça
A cabeça possui um par de antenas longos e dividido em antenômeros (partes constituinte da antena) com musculaturas independentes, as antenas nos Diplura possuem diversas funções relacionadas à percepção, uma vez que os mesmos não possuem olhos compostos. Existem diversos receptores táteis, olfativos e até higro-receptores (receptor de umidade do ar/solo). Mandíbulas e maxilas encontram-se dentro da capsula cefálica o que leva o nome da classe e possuem um único lábio, cujas partes não são homólogas a aqueles de outros hexápodes. O palpo geralmente é pequeno ou ausente.

#### Tórax
No tórax, os três segmentos torácicos apresentam tergos e esternos bem desenvolvidos com sulcos ou dobras, geralmente com 2 a 4 espiráculos laterais para respiração. Apódemas torácicos em forma de Y servem de base de sustentação para as pernas e podem ter pequenas projeções nos braços anteriores. Os três pares de pernas são muito semelhantes, geralmente curtas.

#### Abdome

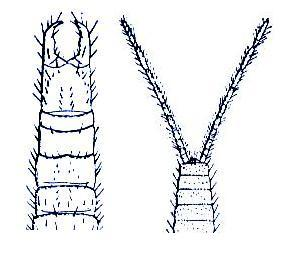
A esquerda o cerco em forma de pinça da subordem Dicellurata e a direita o cercos em filamentos da subordem Rhabdura.

O abdome é composto por 10 segmentos e, na maioria das famílias entre o 2º ao 7 º existe a presença de vesículas eversíveis, que parecem absorver a umidade do ambiente e ajudar no equilíbrio hídrico do animal. O abdome tem uma grande importância, onde os segmentos do corpo podem exibir vários tipos de escamas e cerdas, o que pode ser uma forma de identificação de espécies.
Os Diplura apresentam, além dos três pares de pernas torácicas característicos de Hexapoda, pernas abdominais funcionais que desempenham papel importante na locomoção.
No último somito está presente a estrutura que dá nome ao grupo que são os cercos e podem variar entre famílias de Diplura. Esses cercos podem ser longos e filiforme ou curtos e semelhantes a pinças, levando à confusão ocasional com tesourinhas.

### Morfologia interna e fisiologia

#### Sistema muscular[1]
- Cabeça

A cabeça se constitui enquanto uma cápsula de integumento esclerosado* e está ligada ao tórax pelo pescoço (também chamado cérvix). Existem três grupos musculares nessa região que se relacionam diretamente com a movimentação das estruturas anexas à cabeça, que se dividem em músculos da antena, músculos das peças bucais e músculos cervicais.
*Tegumento é uma estrutura dérmica de revestimento que serve de interface entre o organismo do inseto e o ambiente. Um integumento esclerosado é uma parte do tegumento que tem uma estrutura enrijecida.
- Antenas

O movimento das antenas é desempenhado por músculos extrínsecos, situados na base do escapo*. Em contrapartida, o movimento dos artículos antenais e do pedicelo* em relação ao flagelo* são desencadeados por meio da ação dos músculos intrínsecos. Nos Diplura, assim como nos Collembola, o flagelo tem musculatura própria do tipo intrínseca, o que não pode ser observado em outros grupos de Hexapoda, o que indica que esta característica pode ser considerada como uma plesiomorfia.
*A estrutura de uma antena é dividida em escapo, pedicelo e flagelo. O primeiro é a porção mais próxima à cabeça, seguido do pedicelo e por fim, a porção distal, chamada flagelo. Essas estruturas podem variar de tamanho e forma e têm grande importância na classificação taxonômica.
- Peças bucais

Todas as peças bucais possuem músculos intrínsecos e extrínsecos, exceto a mandíbula, que tem somente os últimos. Tanto nos entognatos, classe a que Diplura pertence, como também nos Archaeognatha, a mandíbula se articula por meio da chamada articulação monocondílica juntamente com a ação de músculos anteriores e posteriores da cápsula cefálica.

#### Sistema respiratório
A respiração é do tipo traqueal, em que o ar entra e sai das traqueias por meio dos espiráculos, que são orifícios laterais no tórax e no abdome. Os Diplura, assim como os Protura, Collembola, Archaeognatha e Zygentoma tem um tipo de abertura nos espiráculos considerada primitiva, pois são apenas invaginações do integumento para o interior das traqueias.

#### Sistema circulatório
O sistema circulatório é aberto, em que os nutrientes são transportados pela hemolinfa e ocupa toda a cavidade principal desse sistema: a hemocele. A hemolinfa é o líquido que percorre o corpo dos invertebrados, é frequentemente associada ao sangue dos vertebrados pela semelhança das funções que ambos desempenham, embora tenham constituição química e citológica diferentes. É importante ressaltar também que, além da constituição distinta, a hemolinfa realiza somente o transporte de nutrientes, produtos da excreção e hormônios, ela não é capaz de realizar a hematose como o sangue.

## Importância para os humanos
Devido seu tamanho reduzido e por ter menos de mil espécies descritas podemos concluir que os dipluros não teriam muita importância direta para os humanos, entretanto os mesmos são animais extremamente adaptados ao meio de vida terrestre. Os dipluros, como membros da fauna edáfica foram, em muitas ocasiões, desvalorizados. No entanto, alguns estudos têm demonstrado sua importância numérica, representando, em alguns solos, mais do que 10% do total dos exemplares que compõem a micro e mesofauna. Com esses valores de abundância é fácil inferir a importância que os dipluros têm na decomposição e reciclagem da matéria orgânica de muitos tipos de solos..
Do ponto de vista econômico é observado, em algumas espécies herbívoras, uma fitofagia principalmente nas raízes de algumas culturas, mas as informações acerca desse prejuízo é bem escassa.